# Foz Allan
Foz Allan est un producteur de télévision, créateur et scénariste britannique. Il a commencé sa carrière de scénariste en 1996, grâce au téléfilm Satellite City, dont il est le producteur exécutif.

## Filmographie

### Producteur
- 1996-1998 : Satellite City, téléfilm (producteur exécutif)
- 1999 : Hang the DJ, série télévisée (producteur exécutif)
- 1999 : High Hopes: Saving Private Ryan, téléfilm (producteur)
- 2001 : Score, téléfilm (producteur exécutif)
- 2001-2002 : Belonging (producteur exécutif, tous les épisodes)
- 2002-2003 : Casualty (producteur des séries, épisodes 2003-2004)
- 2006 : Pinochet in Suburbia, téléfilm (producteur exécutif)
- 2006 : Vital Signs (producteur exécutif, tous les épisodes)
- 2006-2009 : Robin des Bois (les 3 saisons)
- 2012 : Wolfblood

### Scénariste
- 2006-2009 : Robin des Bois
- Something Worth Fighting For
- The Enemy of My Enemy
- Bad Blood
- A Dangerous Deal